# Carlo Barabino

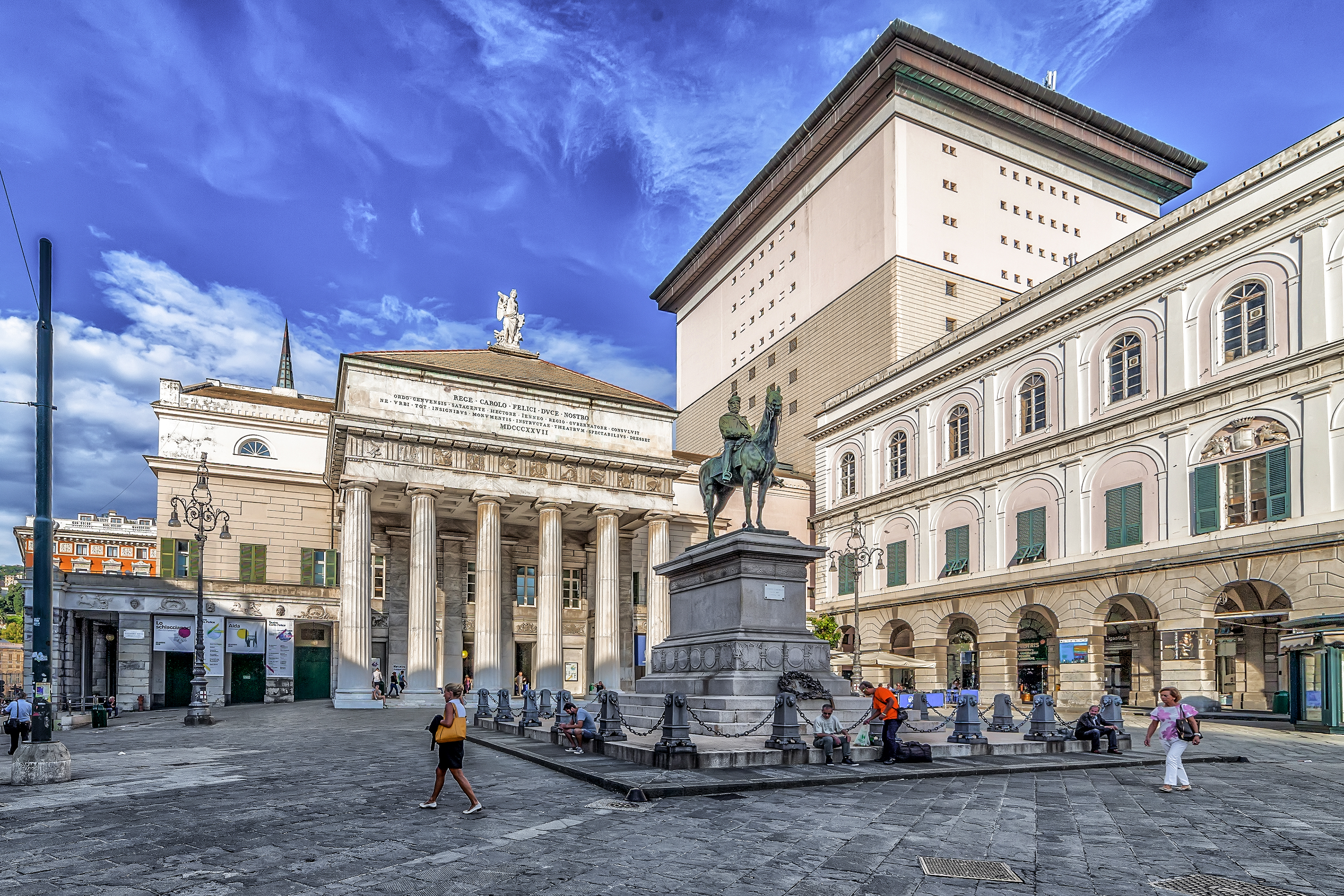
Théâtre Carlo Felice de Gênes

Carlo Barabino (né à Gênes le 11 février 1768, mort dans la même ville le 3 septembre 1835) est un architecte italien néoclassique, le plus important architecte de l'école génoise du XIXe siècle qui a marqué la ville de Gênes par ses multiples projets.

## Biographie
Formé à l'Accademia ligustica di Belle Arti de Gênes, il part à Rome en 1788 pour étudier à l'atelier du véronais Giuseppe Barbieri.
En 1793, après avoir remporté le prix d'architecture, il retourne à Gênes pour une activité professionnelle qui débute par son projet Prolungamento del Molo di Genova, con bagni, batteria, caserme, e con un monumento al cittadino Colombo per l'uso di fanale, qui reçoit les félicitations de la Ligustica le 16 août 1795, avec Lorenzo Fontana (neveu de Gaetano Cantoni) et Giacinto Pellegrini.
Le 7 juillet 1802, il entre à l'Académie pour diriger les écoles réunies d'architecture et d'ornementation, succédant à Emanuele Andrea Tagliafichi et à G.B. Cervetto, pour trois ans.
Ses premiers projets sont les lavoirs publics néoclassiques de la République ligurienne, de 1797, mais à la suite d'une malversation relative à cette œuvre, dont il n'est peut-être pas coupable, son emploi professionnel se fait discret avant de ressurgir comme principal architecte de la ville.
Entre-temps il remplit de petites charges ; en 1801, il est appelé à Milan pour faire partie du jury qui doit examiner le projet du Foro Bonaparte de Giovanni Antolini ; en 1805, il ouvre une étude avec Giovan Battista Crovetto son meilleur élève, et en 1818, il est nommé architecte de la ville et 1825 fut le début d'une décennie qui le consacra comme architecte majeur.
Barabino produit dans ces années quelques importants projets architecturaux, notamment le Teatro Carlo Felice ; il est alors le principal coordonnateur des plans urbanistiques de la ville, qui influencèrent le développement des décennies suivantes.
Il exerce aussi une intense activité didactique. Depuis 1807 il avait ouvert un atelier de formation avec Crovetto. Il est, de 1808 à 1811, directeur d'honneur de l'Académie, et, de 1824 jusqu'à sa mort il assume la direction entière de l'institut.
La mort le cueille dans l'épidémie de choléra de 1835, le projet du cimetière de Staglieno lui étant à peine confié.
Giovan Battista Resasco et Ignazio Gardella (senior) furent de ses élèves.

## À Gênes
- 1796 : Casa Masuccone, place Matteotti.
- 1797 : Lavoirs publics dei Servi (aujourd'hui jardin Baltimora, restaurés par Ignazio Gardella).
- 1819 : Façade de l'église San Siro.
- 1821 : Projet du parco dell'Acquasola.
- 1825 : Progetto per aumentare le abitazioni nella città di Genova.
- 1825-1828 : Teatro Carlo Felice, inauguré en 1828, détruit pendant les bombardements de la seconde guerre mondiale, reconstruit par Ignazio Gardella et Aldo Rossi.
- 1826-1832 : Palais de l'Accademia ligustica di Belle Arti.
- 1834 : Projet pour la façade de la Basilica della Santissima Annunziata del Vastato, à la suite d'un précédent projet de 1816 (réalisé par son élève Giovan Battista Resasco).
- 1834 : Projet pour l'aqueduc de la ville (Acquedotto storico di Genova),
- 1835 : Projet pour le Cimetière monumental de Staglieno (réalisé par son élève Giovan Battista Resasco).

## Sources
- (it) Cet article est partiellement ou en totalité issu de l’article de Wikipédia en italien intitulé « carlo Barabino » (voir la liste des auteurs).